# 尼达
尼达（德語：Nidda，發音：[ˈnɪda] ⓘ）是德国黑森州达姆施塔特行政区韦特劳县的城市，面积118.33平方千米，2023年12月31日人口为17,768人。

## 友好城市
- 法國 克雷
- 德国 巴特克森
- 奥地利 魏森施泰因
- 英国 克羅默